# Jennings Glacier
Jennings Glacier är en glaciär i Antarktis. Den ligger i Östantarktis. Norge gör anspråk på området. Jennings Glacier ligger 1 301 meter över havet.
Terrängen runt Jennings Glacier är varierad. Trakten är obefolkad. Det finns inga samhällen i närheten. 